# Isopolia himalayensis
Isopolia himalayensis är en fjärilsart som beskrevs av George Francis Hampson 1905. Isopolia himalayensis ingår i släktet Isopolia och familjen nattflyn. Inga underarter finns listade i Catalogue of Life.